# Bleed American
A Bleed American a Jimmy Eat World amerikai rockegyüttes negyedik nagylemeze. 2001. április 28-án jelent meg és a szeptember 11-ei terrortámadások után lett átnevezve Jimmy Eat World-re, majd a 2008-as deluxe kiadás immár újra az eredeti címet kapta. A producer ismét Mark Trombino volt, csakúgy mint az előtte lévő két album esetében. A borítón látható "Memphis, Tennessee" című képet William Eggleston készítette 1968-ban. Az album a Dreamworks gondozásában jelent meg, miután a zenekar elhagyta a Capitolt.

## Az album dalai
Minden szám a Jimmy Eat World együttes szerzeménye, kivéve a A Praise Chorus című szám bizonyos részeit.
1. "Bleed American"  ("Salt Sweat Sugar"-ra átnevezve a Jimmy Eat World néven megjelent kiadáson) – 3:02
2. "A Praise Chorus" – 4:03
3. "The Middle" – 2:46
4. "Your House" – 4:46
5. "Sweetness" – 3:40
6. "Hear You Me" – 4:45
7. "If You Don't, Don't" – 4:33
8. "Get It Faster" – 4:22
9. "Cautioners" – 5:21
10. "The Authority Song" – 3:38
11. "My Sundown" – 5:40

### Japán kiadás
1. "(Splash) Turn Twist" – 4:09 Japán bónusz szám[2]

### Deluxe kiadás
- Zárójelben, hogy melyik korábbi lemezen szerepelt

1. "The Most Beautiful Things"  (Good to Go EP, Jebediah együttessel közösen rögzített lemez)
2. "No Sensitivity" (a német "The Middle" kislemez, Jebediah együttessel közösen rögzített EP)
3. "(Splash) Turn, Twist" ("The Middle" EP, Firestarter EP)

Második lemez
1. "Cautioners (Demo)" (a Good to Go EP-ről, illetve a Jebediah együttessel közösen rögzített EP-ről)
2. "Firestarter" (a Firestarter EP-ről)
3. "Get It Faster (AOL Version)" (korábban kiadatlan)
4. "Bleed American (Live)" (ausztrál EP-kiadás)
5. "A Praise Chorus (Live)" (Good to Go EP)
6. "Softer (Live)" (Good to Go EP)
7. "The Middle (Acoustic)" (ausztrál EP-kiadás)
8. "If You Don't, Don't (XFM Version)" (brit "The Middle" kislemez)
9. "Game of Pricks" brit "The Middle" kislemez, Good to Go EP)
10. "The Authority Song (Demo)" (német "The Middle" kislemez)
11. "My Sundown" (Believe in What You Want)
12. "Sweetness (Live)" (korábban kiadatlan)
13. "Last Christmas" (limitált példányszámú 7"-os bakelit, Christmas EP)
14. "My Sundown (Demo)" (német "The Middle" kislemez)
15. "Spangle" (Good to Go EP / Singles)
16. "Hear You Me" (Believe in What You Want)
17. "The Middle (Demo)" (német "The Middle" kislemez)
18. "Your House 2007" (korábban kiadatlan)

### Az internetre kiszivárgott másolat
Az album egyik korábbi felvétele 2001 januárjában/februárjában jelent meg az interneten, hónapokkal a kiadás előtt. A felvételek időpontja ismeretlen, de a számok meglehetősen különböznek a végső változattól. A dalokat valószínűleg újra felvették, mert éppen ez idő tájt váltott a Jimmy Eat World kiadót.
1. "Sweetness" – 3:45
2. "Bleed American" – 3:06
3. "Evil Number One" (rövidebb intro, a végső változaton "Get It Faster" címen szerepel) – 3:37
4. "A Praise Chorus" (nem tartalmazza a "Crimson and Clover" részt) – 4:00
5. "The Authority Song" (hiányoznak az "ütemszerű tapsolások" erről a felvételről) – 3:38
6. "Splash, Turn Twist (végül nem került rá a végső számlistára) – 3:48
7. "Middle" – 2:49
8. "If You Don't, Don't" (hiányoznak Rachel Haden vokáljai) 4:27
9. "Hear You Me" (hiányoznak Rachel Haden háttérvokáljai a refrénnél) – 4:39
10. "My Sundown" (rövidebb verzió, hiányoznak Rachel Haden háttérvokáljai) – 3:10

## Közreműködők
- Jim Adkins – ének, gitár, ütősök, basszusgitár ("Your House"), zongora, orgona ("My Sundown"), harangok, művezető
- Rick Burch – basszusgitár, ének
- Zach Lind – dob, ütősök ("Your House" és "My Sundown")
- Tom Linton – gitár, ének, orgona ("Hear You Me")
- Davey von Bohlen – kiegészítő ének ("A Praise Chorus")
- Mark Trombino – producer, hangmérnök, keverés, ütősök ("Your House")
- Rachel Haden – kiegészítő ének ("Hear You Me", "If You Don't, Don't", "Cautioners" és "My Sundown")
- Ariel Rechtshaid – kiegészítő ének ("If You Don't, Don't")
- Travis Keller – "ütemszerű tapsolás" (on "The Authority Song")
- Doug Messenger – "ütemszerű tapsolás" (on "The Authority Song")
- Willion Eggleston – elülső borító fényképésze
- Christopher Wray-McCann – fényképész
- Jeff Kleinsmith – művezető, album dizájner
- Jesse LeDoux – album dizájner
- Justin Smith – hangmérnök-asszisztens
- Bob Ludwig – felvett hanganyag utólagos megmunkálása (mastering)